# Gaston Boissier

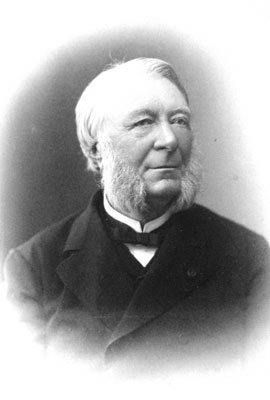
Gaston Boissier

Gaston Boissier (vollständiger Name Marie-Louis-Antoine-Gaston Boissier, * 15. August 1823 in Nîmes; † 10. Juni 1908 in Viroflay) war ein französischer Althistoriker und Klassischer Philologe.

## Leben
Boissier entwickelte bereits früh ein Interesse an Archäologie und Epigraphik. Er studierte an der École normale supérieure in Paris Philologie und unterrichtete anschließend als Professor der Rhetorik an der höheren Schule in Angoulême. Später wechselte er nach Paris, zuerst an das Lycée Charlemagne, danach an die École normale superieure und schließlich 1869 als Professor der lateinischen Poesie an das Collège de France. 1885 wechselte er auf den Lehrstuhl für Geschichte der lateinischen Literatur, den er bis 1906 innehatte.
Boissier gehörte zu den bedeutendsten Altertumswissenschaftlern seiner Zeit. Seine Studien über römische Literatur und Geschichte, darunter mehrere Standardwerke, wurden in aller Welt rezipiert und brachten ihm reiche Anerkennung ein. 1876 wurde er in die Académie française berufen, wo er ab 1895 als ständiger Sekretär fungierte. Ab 1882 war er ordentliches auswärtiges Mitglied der Königlich Dänischen Akademie der Wissenschaften, ab 1886 ordentliches Mitglied der Académie des Inscriptions et Belles-Lettres und ab 1894 korrespondierendes Mitglied der Russischen Akademie der Wissenschaften in St. Petersburg. 1904 wurde er in die American Academy of Arts and Sciences gewählt. Er stand mit vielen Forschern des In- und Auslandes im Austausch, darunter vor allem Theodor Mommsen.

## Schriften (Auswahl)
- Le Poète Attius. Étude sur la tragédie latine pendant la République. Paris/Nîmes 1857
- Étude sur la vie et les ouvrages de M. T. Varron. Paris 1861
- Cicéron et ses amis. Étude sur la société romaine du temps de César. Paris 1865. 2. Auflage 1870. 14. Auflage 1908. Nachdruck Hildesheim / New York 1976
  - Deutsche Übersetzung von Eduard Doehler: Cicero und seine Freunde. Eine Studie über die römische Gesellschaft zu Cäsar’s Zeiten. Leipzig 1869
  - Englische Übersetzung. 1897
- La religion romaine d’Auguste aux Antonins. 2 Bände, Paris 1874. 6. Auflage 1906. 7. Auflage 1909. Nachdruck Hildesheim / New York 1979
- L’Opposition sous les Césars. Paris 1875. 7. Auflage, Paris 1913
- Promenades archéologiques. Rome et Pompéi. Paris 1880
- Nouvelles promenades archéologiques. Horace et Virgile. Paris 1885. 2. Auflage 1899
- Madame de Sévigné. Paris 1887
  - Englische Übersetzung von Melville B. Anderson: Madame de Sévigné. Chicago 1889
- La fin du paganisme. Étude sur les dernières luttes religieuses en Occident au quatrième siècle. 2 Bände, Paris 1891. 2. Auflage 1894. Nachdruck Hildesheim / Zürich / New York 1987
- L’Afrique romaine. Promenades archéologiques en Algérie et en Tunisie. Paris 1895
- Saint-Simon. Paris 1892. 2. Auflage 1899
- Tacite. Paris 1903
  - Englische Übersetzung von William G. Hutchison. 1906
- La Conjuration de Catilina. Paris 1905